# Swalecliffe
Swalecliffe är en ort i distriktet Canterbury, i grevskapet Kent, i England. Ward hade 3 961 invånare år 2021. Swalecliffe var en civil parish fram till 1934 när blev den en del av Whitstable. Civil parish hade 427 invånare år 1931. Byn nämndes i Domedagsboken (Domesday Book) år 1086, och kallades då Soaneclive.